# Britta Görtz
Britta Görtz (Hannover, Alemania, 20 de octubre de 1977) es una cantante alemana, destacada como la vocalista de la banda de thrash metal Cripper entre los años 2005-2018. Actualmente forma parte de la agrupación alemana de death metal Critical Mess y de la banda de death metal melódico Hiraes.

## Discografía

### Cripper
Álbumes de estudio
- Freak Inside (2007)
- Devil Reveals (2009)
- Antagonist (2012)
- Hyëna (2014)
- Follow Me: Kill! (2017)

EP
- Killer Escort Service (2006)

### Critical Mess
Álbumes de estudio
- Human Præy (2018)
- Man Made Machine Made Man (2019)

### Hiraes
Álbumes de estudio
- Solitary (2021)
- Dormant (2024)

## Premios y nominaciones

### FemMetal Awards
| Año  | Trabajo nominado      | Categoría        | Resultado |
| ---- | --------------------- | ---------------- | --------- |
| 2021 | Britta Görtz (Hiraes) | Mejor voz brutal | Nominada  |